# Сторнара
Сторна̀ра (на италиански: Stornara) е градче и община в Южна Италия, провинция Фоджа, регион Пулия. Разположен е на 107 m надморска височина. Населението на общината е 5019 души (към 2012 г.).